# 雁江区
雁江区（がんこう-く）は中華人民共和国四川省資陽市に位置する市轄区。

## 歴史
前135年（建元6年）、漢朝により資中県が設置される。560年（武成2年）、北周は資陽県を設置、当初は管轄範囲が広大であったが、その後内江県、資中県、威遠県、楽至県、安岳県、栄県が次々に分置され現在の行政区画が確定した。1993年1月には県級市に昇格、2000年11月に資陽地区が地級市の資陽市に昇格した際、県級市の資陽市は市轄区の雁江区と改編された。

## 行政区画
- 街道:蓮花街道、三賢祠街道、資渓街道、獅子山街道、宝蓮街道
- 鎮:雁江鎮、松濤鎮、宝台鎮、臨江鎮、保和鎮、老君鎮、中和鎮、丹山鎮、小院鎮、堪嘉鎮、伍隍鎮、石嶺鎮、東峰鎮、南津鎮、豊裕鎮、迎接鎮、祥符鎮

## 交通
鉄道
- 中国鉄路総公司
  - 中国鉄路成都局集団公司
    - 成渝線（墨池壩駅（中国語版））

道路
高速道路　
- 成渝高速道路（中国語版）

## 健康・医療・衛生
- 資陽市第一人民医院